# Protitxka
Protitxka - Протичка (rus) és un khútor del krai de Krasnodar, a Rússia. Es troba al delta del riu Kuban, a la vora dreta del Protoka, davant de Baranikovski i Nesxadímovski. És a 11 km a l'oest de Poltàvskaia i a 83 km al nord-oest de Krasnodar.
Pertanyen a aquest khútor els possiolki d'Elitni, Zavétnoie, Kazatxi Ierik i Prirétxie.

## Història
La primera menció de l'assentament al lloc de Protitxka data del 1886. Segons el cens del 1917 hi havia divuit llars. El 1924 comptava ja amb 570 habitants. A l'època de la col·lectivització de la terra a la Unió Soviètica, Poltàvskaia fou inclosa dins les llistes negres de sabotatge el 1932, i gran part de la població fou castigada, deportada o morta de gana.
Durant la Segona Guerra Mundial fou ocupada el 9 d'agost del 1942 per tropes romaneses a les ordres de l'Alemanya nazi i alliberada el 9 de març del 1943 per les tropes de l'Exèrcit Roig. S'hi establiren els kolkhozos Kaganóvitx i Frunze, que s'uniren amb el nom de Frunze a la dècada del 1950, i el 1964 es rebatejà amb el nom de Poltavski.